# Todd Hill (Viktorialand)
Der Todd Hill ist ein 1245 m hoher und kliffartiger Hügel im ostantarktischen Viktorialand. In der Royal Society Range bildet er den südlichen Ausläufer des Massivs des Briggs Hill sowie die nördliche Landmarke des Eingangs zum Descent-Pass.
Das Advisory Committee on Antarctic Names benannte ihn 1992 nach dem Kartographen Ronald L. Todd vom United States Geological Survey, der zwischen 1968 und 1969 an der Errichtung geodätischer Vermessungsstationen in den Hudson Mountains, den Jones Mountains, auf der Thurston-Insel, im Gebiet um Farewell Island sowie an der Walgreen- und der Eights-Küste beteiligt war.